# استات اسنتر (آیووا)
استات اسنتر (به انگلیسی: State Center) شهری در ایالت آیووا کشور ایالات متحده آمریکا است که جمعیت آن در سرشماری سال ۲۰۱۰ میلادی، ۱٬۴۶۸ نفر بوده‌است.